# Ferdinand Eisen
Ferdinand Eisen (17 novembre 1914 - 31 octobre 2000) est un enseignant et espérantiste estonien.

## Biographie
Ferdinand Eisen nait le 17 novembre 1914 à Nursi (en), en Estonie. 
Il est ministre de l’éducation estonien de 1960 à 1980. 
Il décède le 31 octobre 2000 à Tallinn.